# رحب عشرة (بني ضبيان)

تعديل مصدري - تعديل

رحب عشرة هي إحدى قرى عزلة بني ضبيان بمديرية بني ضبيان التابعة لمحافظة صنعاء، بلغ تعداد سكانها 54 نسمة حسب تعداد اليمن لعام 2004.